# Giárdia muris

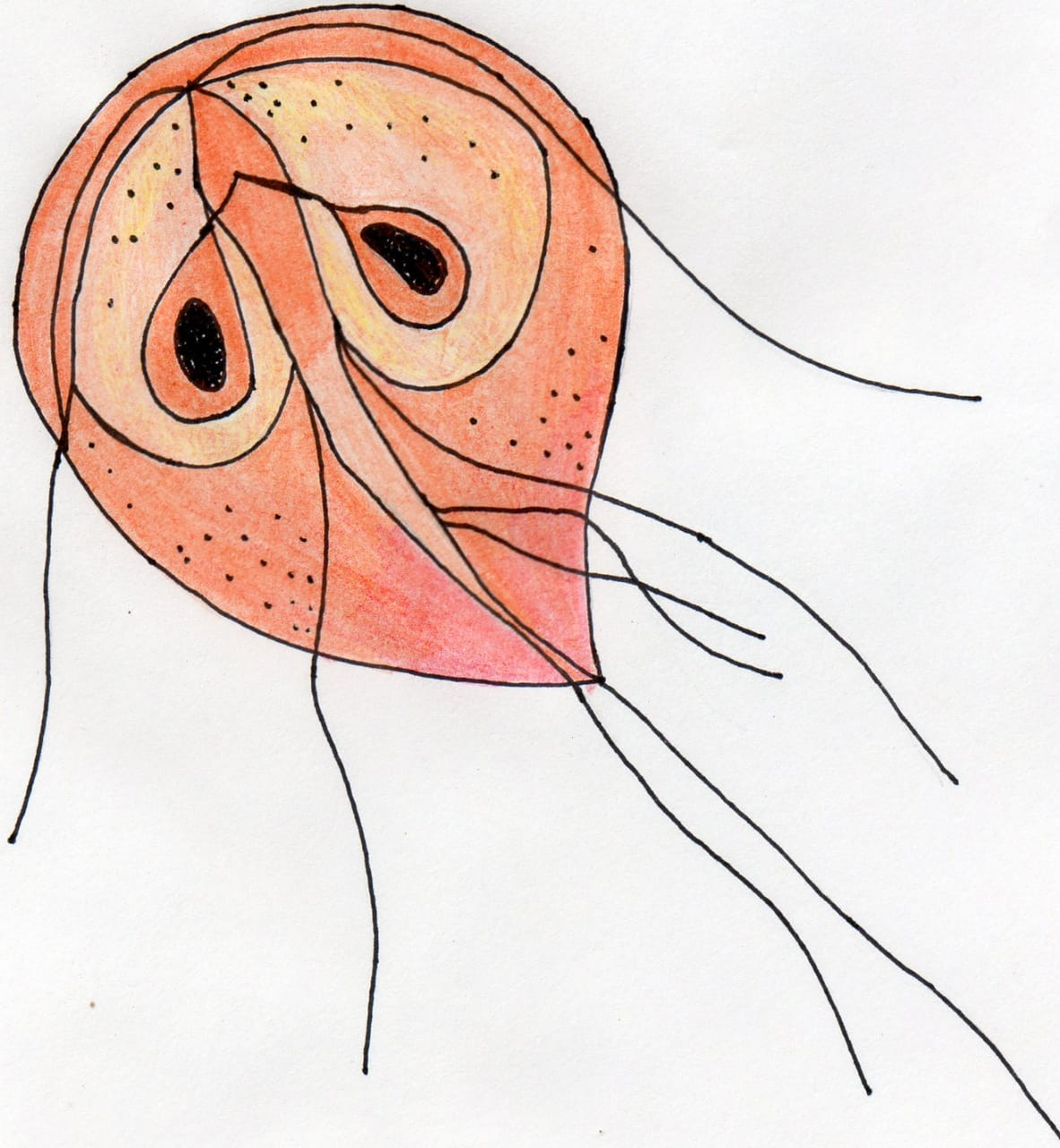
Figura 1: Imagem morfológica da Giardia muris

O agente etiológico Giardia muris (figura 1) pertence ao filo Protozoae, subfilo Sarcomastigophora, classe Mastigophora, família Hexamitidae, Subfamília Giardinae e Género Giardia. Sendo responsável por provocar a doença conhecida como giardíase (1,2).
1. Morfologia Trofozoitos de Giardia muris são bilateralmente simétricos, em forma de pêra, e medem 7-13 µm de comprimento e 5-10 µm de largura. Existe um grande disco adesivo na superfície ventral do trofozoito. Vista lateralmente, a superfície dorsal é convexa e a superfície ventral é plana. Existem dois blefaroplastos, dois núcleos anteriores e quatro pares de flagelos. Os cistos de G. muris são elipsoidais (15 x 17µm), têm uma parede espessa e 2-4 núcleos (2).
2. Ciclo de vida G. muris replica por fissão binária e múltipla, seus trofozoitos podem ser encontrados no lúmen do intestino delgado anterior, além dos cistos que são encontrados no intestino grosso e fezes. Após ingestão de cistos infecciosos, sendo a duração de seu período pré-patente de 4-12 dias após a ingestão de cistos (2,3), e a excreção máxima de cisto ocorre 5-14 dias após a deglutição (2,4). A eliminação dos cistos geralmente dura de 21 a 28 dias, mas pode ser por período indefinido. A G. muris pode ser encontrado em camundongos, ratos, hamsters e roedores selvagens especialmente em animais jovens (amamentados, desmamados), estressados ou com deficiência imunológica (2,4,5,6).
3. Morbidade e mortalidade A G. muris tem o potencial de produzir doença aguda ou crônica em uma variedade de roedores de laboratório, sendo predominantemente uma infecção subclínica. Nesse contexto, são observadas alta mortalidade e morbidade em roedores atímicos, timectomizados e hipogamaglobulinêmicos (2,5,7). Devido, a capacidade da G. muris invadir a lâmina própria intestinal em camundongos fortemente infectados, camundongos irradiados e camundongos alimentados com uma dieta deficiente em proteína (2,8).
4. Patobiologia  Os sinais clínicos em animais infectados incluem ganho de peso, movimentos lentos, pelo áspero e abdômen distendido (2,9,10). A diarreia geralmente não é uma característica dessa doença, embora o intestino delgado possa conter um líquido amarelo-claro aguado (2,10). Lesões histopatológicas são infrequentemente encontradas no quarto proximal do intestino delgado, geralmente envolvendo o duodeno e o jejuno (2,8). As lesões podem consistir em uma alteração na relação da vilosidade: cripta (2,4,8), atrofia das vilosidades (2,11), infiltrado de células inflamatórias crônicas na lâmina própria (2,8,12), aumento da renovação de enterócitos vilosos (2,12) e aumento do número de linfócitos intraluminais (2,8). A G. muris pode frequentemente ser vista aderida à superfície das microvilosidades das células colunares perto da base das vilosidades (2,8).
5. Diagnóstico  Os protozoários podem ser detectados por microscopia por contraste de fase em amostras úmidas ou esfregaços marcados diretamente do conteúdo intestinal. A demonstração de cistos de G. muris nas fezes ou no cólon também é diagnosticável. Os cistos coram bem com o iodo de 2% de Lugol. Devido à natureza cíclica da excreção de cisto, as tentativas de detectá-los nas fezes podem produzir resultados errôneos. Numerosos exames fecais são frequentemente necessários para diagnosticar com precisão a infecção por G. muris (2).
6. Prevenção e controle  Técnicas adequadas de saneamento e manejo ajudam a prevenir a infecção por G. muris e reduzem a carga parasitária. Os cistos são suscetíveis a 2,5% de fenol ou lisol e 50 °C (2,12).